# Ráuracos

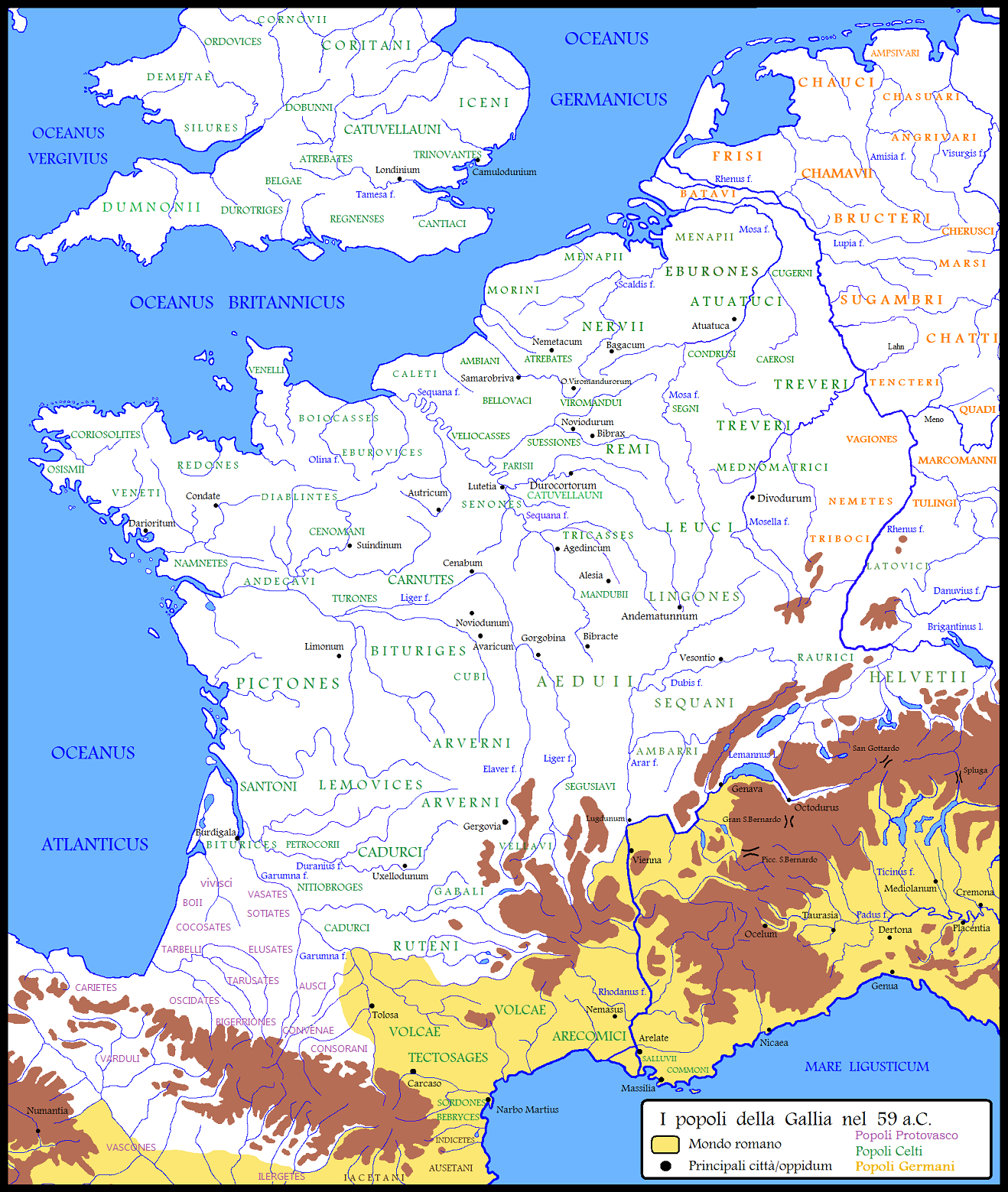
A Gallia antes da conquista romana em 59 a.C

Os ráuracos ou ráuricos, (em latim, Rauraci ou Raurici) foram um povo gaulês da região de Basileia. As suas principais cidades foram Augusta Ráurica (a Augst da atualidade, próxima de Basilea) e Argentovaria (a Horbourg-Wihr dos dias de hoje). O seu território correspondia ao da futura diocese de Basileia.
Os ráuricos uniram-se aos helvécios na sua migração e foram derrotados pelos romanos na batalha de Bibracte. Os restantes membros da tribo regressaram ao seu local de origem e fundaram um ópido no local onde hoje está edificada a catedral de Basileia.
O seu nome foi recuperado nos tempos da Revolução francesa para formar uma república Irmã (a República Rauraciana) que, em 1793, viria a ser integrada na França como departamento de Mont-Terrible.